# David C.H. Austin

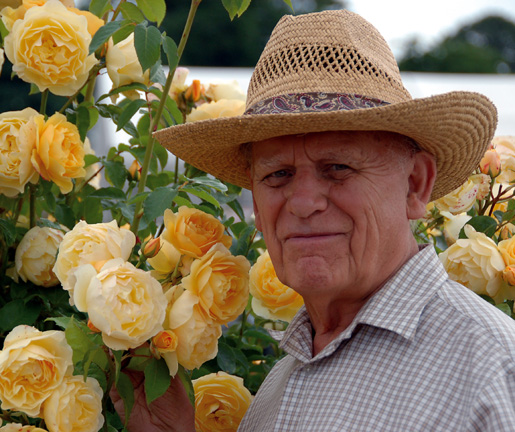
David C.H. Austin

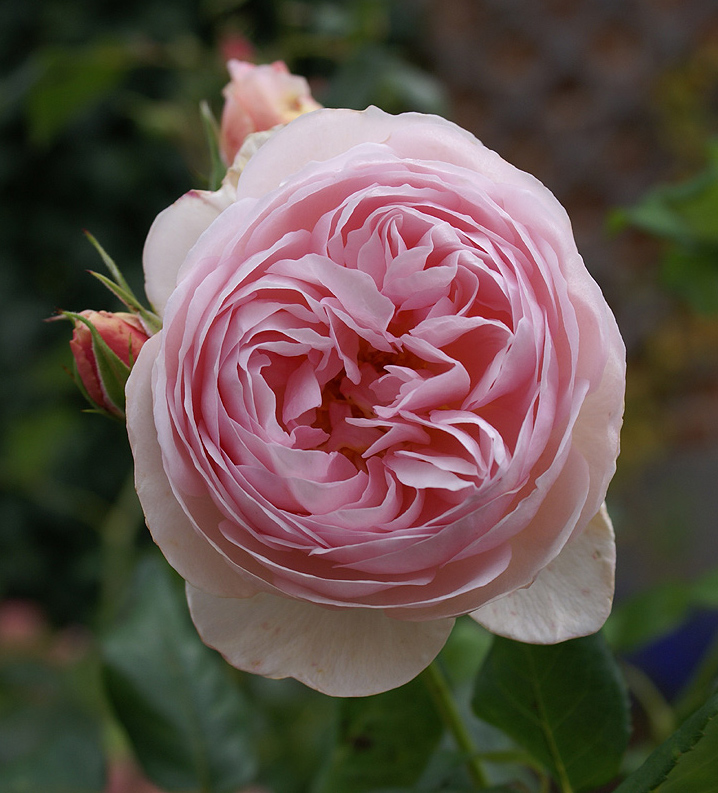
David Austin 'Mary Rose', vernoemd naar een oorlogsschip.

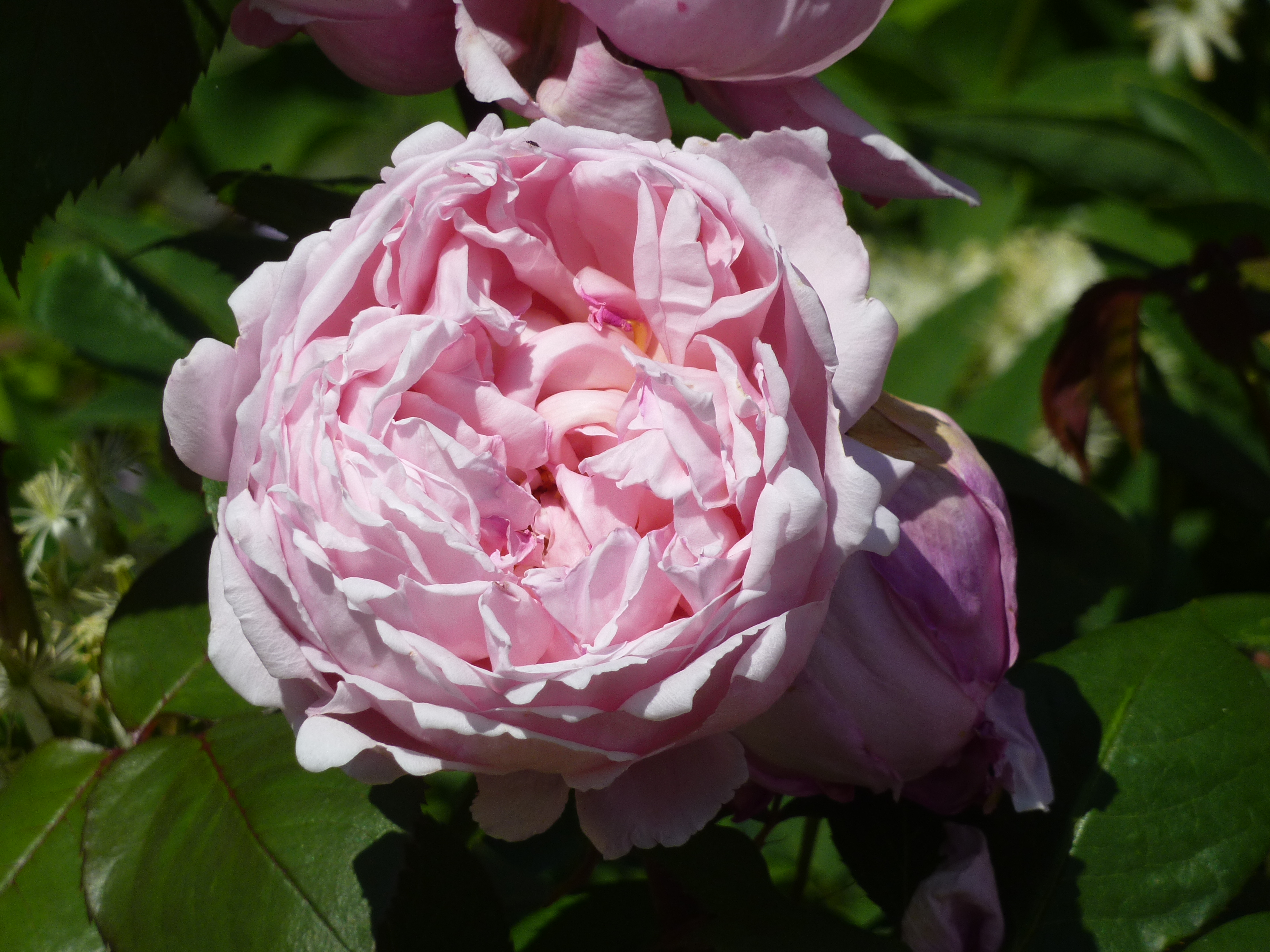
David Austin 'Brother Cadfael', vernoemd naar Cadfael.

David Charles Henshaw Austin (Albrighton, 16 februari 1926 – aldaar, 18 december 2018) was een Brits schrijver, kweker en veredelaar van rozen. 

## Het beste van oud en nieuw
Hij groeide op als boerenzoon in het Engelse Albrighton, Shropshire, West Midlands, op de boerderij waar hij sindsdien woonde. Als puber kreeg hij een boek in handen over antieke rozen en dat bepaalde zijn leven.
De moderne rozen bevielen de jonge Austin niet, vooral omdat ze niet of nauwelijks geurden. Hij streefde ernaar rozen te ontwikkelen die de geur en de charme van de oude rozen combineerden met de grotere weerstand en langere bloeitijd van moderne rassen. Hiervan maakte hij zijn levenswerk, waarvoor hij in 2003 de Victoria Medal of Honour ontving.
Austins eerste rozen waren sterke kortbloeiende heesterrozen, ontwikkeld uit gallicarozen (de oudste rozen, stammend van Rosa gallica) en moderne floribundarozen (floribunda: rijkbloeiend). Hij noemde zijn rozen naar belangrijke personen die - tegen de trend in - de oude rozen trouw waren gebleven. Zoals naar Constance Spry die een revolutie teweegbracht in de bloemschikkunst en ongeveer vijftig oude rozen kweekte in haar eigen tuin. De lichtroze, gevulde Constance Spry, geurend naar mirre, betekende in 1963 zijn doorbraak. Zijn latere uitgangspunt vormden de damascenerrozen die geurend en gevuld zijn (stammend van Rosa x damascena), waarin hij eigenschappen van nieuwe rozen kruiste: weerstand, groeikracht en langere bloeitijd.

## Succesvol
Zijn 'nieuwe oude' rozen, waarvan er inmiddels ongeveer 200 te boek staan, werden zo succesvol dat ze de noemer "Engelse" rozen kregen. Zo'n vier miljoen Austin-rozen vinden jaarlijks hun weg naar de tuin. Zijn rozentuin, met rozen in combinaties met andere planten en beelden van de hand van zijn vrouw Pat in Albrighton, was gratis toegankelijk. Austin werkte nog steeds mee in zijn tuinen samen met zijn opvolger David Austin jr.

### Boeken van David Austin
- The Heritage of the Rose (1987)
- Old Roses and English Roses (1992); Engelse rozen, Uitgeverij Terra, 1998
- David Austin's English Roses : Glorious New Roses for American Gardens (1997)
- 100 English Roses for the American Garden (1997)
- Shrub Roses & Climbing Roses: With Hybrid Tea and Floribunda Roses (2001)
- Vademecum oude rozen en engelse rozen, uitgeverij Schuyt en Co
- Vademecum moderne rozen en klimrozen, uitgeverij Terra